# Robert Prosinečki
Robert Prosinečki (Villingen-Schwenningen, 12 de janeiro de 1969) é um ex-futebolista e treinador de futebol teuto-croata, também com parcial ancestralidade sérvia.
No auge era um meio-campista de estilo extremamente vertical, tendo inicialmente projeção como o jogador eleito como o melhor da Copa do Mundo FIFA Sub-20 de 1987, vencida pela Iugoslávia: embora não pudesse participar da final devido a uma suspensão, marcou de falta, aos 44 minutos do segundo tempo, o gol de vitória de virada por 2-1 que permitira à sua seleção eliminar o Brasil nas quartas-de-final. Ainda no início da carreira, também destacou-se no título da Liga dos Campeões da UEFA de 1990-91 com o Estrela Vermelha.
Na sequência defendeu a dupla Real Madrid e Barcelona, mas sem manter o mesmo sucesso da juventude. Com o tempo, notabilizou-se também por ser oficialmente o primeiro - e, ainda hoje, único - jogador a marcar gol por dois países diferentes nas Copas do Mundo: pela Iugoslávia na Copa do Mundo FIFA de 1990 e pela Croácia na Copa do Mundo FIFA de 1998.
Ele também é um dos seis que oficialmente defenderam dois países em Copas, ao lado de Luis Monti, Attilio Demaría (que jogaram ambos a de 1930 pela Argentina e a de 1934 pela Itália), Ferenc Puskás (1954 pela Hungria e 1962 pela Espanha), José Santamaría (1954 pelo Uruguai e 1962 pela Espanha) e José João "Mazzola" Altafini (1958 pelo Brasil e 1962 pela Itália).

## Na antiga Iugoslávia
Prosinečki nasceu na então Alemanha Ocidental, na fronteira com a Suíça, como filho de pai croata e mãe sérvia. Ainda na Alemanha, chegou a defender os juvenis do Stuttgart Kickers, eventualmente migrando com seus pais no retorno destes à Iugoslávia. Com a família instalada na então república iugoslava da Croácia, ele juntou-se ao Dínamo Zagreb, mas acabou reprovado pelo treinador Miroslav Blažević.
Curiosamente, o mesmo Blažević seria no futuro o treinador de Prosinečki na Copa do Mundo FIFA de 1998, mas a relação entre ambos acabaria marcada por atritos. Uma vez dispensado do Dínamo, Prosinečki foi oferecido pela família ao antigo craque Dragan Džajić, símbolo do rival Estrela Vermelha.
O alemão de origem servo-croatas acabou aprovado rapidamente na equipe da capital Belgrado, após um único teste: o clube chegara inclusive a requisitar sua presença na Copa da UEFA de 1987–88 enquanto Prosinečki estava ocupado com a seleção iugoslava sub-20 no Mundial da categoria em 1987. No Estrela, Prosinečki inicialmente compunha dupla com Dragan Stojković no meio-campo para municiar o artilheiro Darko Pančev.
Com a saída de Stojković ao Olympique de Marselha em 1990, Prosinečki passou a conduzir sozinho as ações ofensivas de um elenco marcado por ainda reunir representantes das diferentes etnias da Iugoslávia em meio à crise política já palpável antes da dissolução do país: em meio aos sérvios, Pančev era macedônio, Dejan Savićević era montenegrinos, ao passo que Siniša Mihajlović, colega de Prosinečki no "quinteto mágico" que incluía estes nomes junto a Vladimir Jugović, era mais um mestiço: sérvio nascido na Croácia, filho de pai sérvio e mãe croata.
Em 18 de maio, com a Guerra de Independência da Croácia já em andamento, o clube foi eliminado precisamente pelo Dínamo Zagreb na Copa da Iugoslávia ao perder de virada por 3-2 um jogo em que vencia por 2-0 dentro de Zagreb, em revés atribuído a temores quanto à segurança - apenas onze dias depois, contudo, o elenco consagrou-se vencedor da Liga dos Campeões da UEFA de 1990-91.
O título europeu, único da uma equipe iugoslava, curiosamente deu-se justamente contra o Olympique de Marselha onde atuava Stojković. A final foi decidida em pênaltis, com Prosinečki convertendo sua cobrança. A conquista não pôde apaziguar a tensão política: a neutralidade que Prosinečki procurava manter na Guerra Civil Iugoslava tampouco impedia-o de ser ameaçado e ele logo aceitou proposta do Real Madrid. Ainda em 1991, foi um dos 10 jogadores que figuraram na lista dos Melhores Jogadores do Mundo pela FIFA: ficou na 4ª colocação, atrás do alemão Lothar Matthäus (1º), do francês Papin (2º) e do inglês Gary Lineker (3º).[carece de fontes?]

## Na Espanha
Chegou no Real Madrid na metade de 1991, permanecendo no clube merengue até 1994. A passagem de Prosinečki, contudo, acabaria marcada pela falta de títulos em meio a um inédito tetracampeonato seguido do rival Barcelona em La Liga precisamente entre 1991 e 1994 - com os madridistas chegando a perder duas vezes seguidas o título em surpreendentes derrotas na rodada final para o modesto Tenerife. Isso se deu nas edições de 1991-92 (derrota dramática por 3-2, em virada contra a vitória inicial madrilenha por 2-0) e 1992-93 (derrota de 2-0), nas quais os blancos eram líderes isolados à altura do último jogo e, diante das derrotas, acabaram ultrapassados pelo arquirrival.
Após passagem pelo Real Oviedo, Prosinečki veio a transferir-se ao Barcelona. Porém, igualmente não logrou êxito, em parte por ocupar vaga de extracomunitário por na época não ser considerado cidadão da União Europeia - em contexto no qual os catalães estavam repletos de outros extracomunitários que puderam ter sucesso instantâneo, notadamente os brasileiros Ronaldo e Giovanni; chegou-se ao ponto de cogitar-se mesmo uma negociação de Prosinečki com o Santos como parte da conclusão do negócio por Giovanni, contratação pactuada de forma parcelada. Em meados da temporada 1996-97, na pausa de janeiro, o próprio croata pediria para ir embora do Camp Nou.
Prosinečki viria a ser negociado com o Sevilla. Também não conseguiu destaque significativo ali; ainda em 1997, acertou regresso ao Dínamo Zagreb (àquela época, chamado "Croatia Zagreb"), onde permaneceu até 2000, jogando a partir daí em clubes de menor porte da Europa.[carece de fontes?]

## Final da carreira
Aos 31 anos, Prosinečki assinou contrato com o Portsmouth, depois de curtas passagens por Hrvatski Dragovoljac e Standard de Liège. Foi um dos herois do Pompey no final da temporada 2001-02, livrando o clube de um rebaixamento praticamente certo.[carece de fontes?]
Depois de deixar o Portsmouth, Prosinečki, já em reta final de carreira, assinou com o Olimpija Ljubljana, onde jogou por uma temporada (23 partidas, três gols marcados) antes de retornar à Croácia para jogar pelo NK Zagreb, atuando ainda em nível considerado satisfatório para um atleta de sua idade (tinha 34 anos quando chegou ao clube) - em 26 partidas, foram cinco gols marcados. Ao final da temporada, Prosinečki pendurou as chuteiras e foi escolhido diretor-esportivo do NK Zagreb.[carece de fontes?]
Surpreendentemente, em 2005, Prosinečki retornou aos gramados para jogar no Savski Marof, time amador da Quarta Divisão croata. Teve ainda uma curta experiência no Donaufeld, agremiação austríaca que também disputa campeonatos amadores. Depois do término do contrato, Prosinečki se aposentou definitivamente como jogador.[carece de fontes?]

## Seleção Iugoslava
Em 1987, apesar de reprovado no Dínamo Zagreb, Prosinečki foi incluído no Mundial sub-20 daquele ano. Em meio ao torneio, chegou a ser desejado de volta pelo Estrela Vermelha, que em paralelo disputava a Copa da UEFA de 1987–88 - sendo necessária a intervenção dos colegas (muitos deles, futuras estrelas de seleções futuramente rivais na década de 1990) e da própria FIFA para que o meio-campista permanecesse no Chile, sede do Mundial.
Com a permanência assegurada, Prosinečki protagonizou a classificação sobre o Brasil nas quartas-de-final: os canarinhos venciam por 1-0 e Predrag Mijatović eventualmente empatou. Aos 44 minutos do segundo tempo, Prosinečki executou com grande qualidade a cobrança de falta que resultou no gol da virada e da vitória iugoslava. Porém, pelo acúmulo de cartões amarelos na semifinal contra a Alemanha Oriental, acabaria suspenso da decisão, o que chegou a gerar até mesmo teoria de conspiração naquele momento. Mesmo ausente da final, foi premiado como melhor jogador do torneio.
Após consagrar-se com a equipe sub-20, logo tornou-se nome frequente também da equipe principal. Participaria da Copa do Mundo de 1990, tendo sido o mais jovem na seleção dos melhores jogadores do torneio. Marcou um gol na primeira fase, no final do jogo contra os Emirados Árabes. Os iugoslavos caíram nas quartas-de-final, na disputa por pênaltis contra a Argentina. Prosinečki acertou sua cobrança, mas acabou não sendo suficiente.[carece de fontes?]
Em 1991, Prosinečki foi membro ativo da classificação iugoslava à Eurocopa 1992. Contudo, com a Guerra de Independência da Croácia ocasionou na retirada dos croatas da seleção convocada à Euro e, em lista que chegou a manter jogadores macedônios, eslovenos e um bosníaco junto aos sérvios e montenegrinos. Por fim, na própria eliminação da Iugoslávia dias antes do torneio começar.

## Seleção Croata
Voltaria a uma Copa oito anos depois, no mundial da França, agora atuando pela Croácia, sendo, ao lado de antigas promessas do título iugoslavo no mundial de juniores em 1987 - como Zvonimir Boban, Robert Jarni, Igor Štimac e o artilheiro Davor Šuker, um dos líderes da equipe que terminou em uma surpreendente terceira colocação (e que por pouco não chegou à final).
Nesse mundial, Prosinečki marcou dois gols (contra Jamaica, na primeira fase; e Países Baixos, na partida pelo terceiro lugar, abrindo o placar na histórica vitória do bronze, por 2-1), o que o faz ser considerado oficialmente o único que marcou gols por duas seleções diferentes em Copas. Seu desempenho no torneio teve altos e baixos: nem sempre foi titular, e não escondeu as desavenças com o treinador Miroslav Blažević (o mesmo que havia desdenhado de Prosinečki quando este começava a carreira, no Dínamo Zagreb) ao não ter sido escalado na semifinal. O desafeto deixaria o cargo de técnico da seleção ao não classificar-se à Eurocopa 2000, marcada pela eliminação precisamente em duelo contra a rival Iugoslávia.
Para buscar vaga na Copa do Mundo FIFA de 2002, a Croácia teve como técnico Mirko Jozić, precisamente o treinador da Iugoslávia campeã da Copa do Mundo FIFA Sub-20 de 1987. A classificação ao Mundial veio mesmo com um elenco envelhecido: Mario Stanić já tinha 30 anos, ao passo que Prosinečki (33) integrava lista de remanescentes da Copa do Mundo FIFA de 1990 junto a Jarni (também 33 anos), Šuker (34 anos) e Alen Bokšić (32). A seleção quadriculada não repetiu o sucesso de quatro anos antes e terminou eliminada na fase de grupos. Prosinečki tampouco teve brilho: foi utilizado somente na estreia, uma derrota para o México, na qual foi considerado o segundo pior croata em campo, à frente apenas do expulso Boris Živković, a ponto de ser substituído no intervalo (por Milan Rapaić).

## Carreira como técnico
Sua primeira experiência em comissões técnicas foi como assistente na Seleção Croata, dirigida pelo seu ex-companheiro dos tempos de jogador, Slaven Bilić. Posteriormente, assinou com o clube onde exercerá pela primeira vez o cargo de técnico: a antiga equipe sérvia do Estrela Vermelha. No final de 2014, acertou com a Seleção do Azerbaijão, na qual pretende levar a equipe pela primeira vez para uma Copa do Mundo como país independente.[carece de fontes?]

## Gols pela Seleção Croata
Na coluna RESULTADO os gols da Croácia correspondem ao primeiro número, que aparece à esquerda.
| #  | Data                | Local                  | Adversário    | Resultado | Competição               |
| -- | ------------------- | ---------------------- | ------------- | --------- | ------------------------ |
| 1  | 23 de Março, 1994   | Valência, Espanha      | Espanha       | 2-0       | Amistoso                 |
| 2  | 25 de Março, 1995   | Zagreb, Croácia        | Ucrânia       | 4-0       | Elim. Euro 1996          |
| 3  | 26 de Abril, 1995   | Zagreb, Croácia        | Eslovênia     | 2-0       | Amistoso                 |
| 4  | 2 de Abril, 1997    | Split, Croácia         | Eslovênia     | 3-3       | Elim. Copa do Mundo 1998 |
| 5  | 3 de Junho, 1998    | Rijeka, Croácia        | Irã           | 2-0       | Amistoso                 |
| 6  | 6 de Junho, 1998    | Zagreb, Croácia        | Austrália     | 7-0       | Amistoso                 |
| 7  | 14 de Junho, 1998   | Lens, França           | Jamaica       | 3-1       | Copa do Mundo de 1998    |
| 8  | 11 de Julho, 1998   | Paris, França          | Países Baixos | 2-1       | Copa do Mundo de 1998    |
| 9  | 5 de Setembro, 2001 | Serravalle, San Marino | San Marino    | 4-0       | Elim. Copa do Mundo 2002 |
| 10 | 5 de Setembro, 2001 | Serravalle, San Marino | San Marino    | 4-0       | Elim. Copa do Mundo 2002 |

## Títulos
Estrela Vermelha
- Campeonato Iugoslavo: 1987–88, 1989–90, 1990–91
- Copa da Iugoslávia: 1989–90
- Liga dos Campeões da UEFA: 1990–91

Real Madrid
- Copa del Rey: 1992–93
- Supercopa da Espanha: 1993
- Copa Ibero-Americana: 1994

Dínamo Zagreb
- Campeonato Croata: 1997–98, 1998–99, 1999–00
- Copa da Croácia: 1997–98

Olimpija Ljubljana
- Copa da Eslovênia: 2002–03

Iugoslávia Sub-20
- Copa do Mundo FIFA Sub-20: 1987

### Prêmios individuais
- Bola de Ouro da Copa do Mundo FIFA Sub-20: 1987
- Melhor Jogador Jovem da Copa do Mundo FIFA: 1990
- Futebolista Iugoslavo do Ano: 1990
- Troféu Bravo: 1991
- Futebolista Croata do Ano: 1997